# Cinémovida (Apt)
Pour les articles homonymes, voir César.
Pour réseau de salles de cinéma, voir Cinémovida.
Le Cinémovida est l'unique cinéma de la commune d'Apt, sous-préfecture du département de Vaucluse. Cette salle est installée dans la chapelle des Pénitents Blancs, classée Monument historique. 
Son nom précédent était Le César et il est encore largement connu sous ce nom dans le pays d'Apt.

## La chapelle
La chapelle de l'ancienne confrérie des Pénitents Blancs se situe rue Scudéry (cette famille, originaire d'Apt, compta en son sein Madeleine, la Grande Précieuse, et Georges, le dramaturge rival de Corneille).
Sa façade nord est en contrefort d'un mur fort épais qui est l'un des rares vestiges du premier rempart de la cité édifié au cours du haut Moyen Âge. À l'intérieur, le mur de scène dissimule une fresque ainsi que des panneaux de bois sculptés par Jacques Bernus (1650-1728), originaire de Mazan.

## La salle
Initialement, le cinéma comportait une unique salle de 430 places sous le nom de Familia. En 1969, suivant le mouvement général de l'exploitation cinématographique en France, la salle unique disparaît au profit de deux salles de 152 et 68 fauteuils, qui se voient adjoindre ultérieurement une troisième salle contiguë de 193 sièges.
Le cinéma est programmé par le circuit « Cinémovida » depuis fin septembre 2008, qui s'accompagne d'un changement de nom, mais pas du style de programmation : il propose aussi bien des films grands publics que des films Art et essai en version originale sous-titrée.
Depuis novembre 2017, il fait partie du réseau CGR.